# Simpsonovi na prázdninách
Simpsonovi na prázdninách (v anglickém originále Summer of 4 Ft. 2) jsou 25. díl 7. řady (celkem 153.) amerického animovaného seriálu Simpsonovi. Scénář napsal Dan Greaney a díl režíroval Mark Kirkland. V USA měl premiéru dne 19. května 1996 na stanici Fox Broadcasting Company a v Česku byl poprvé vysílán 7. října 1997 na stanici ČT1.

## Děj
Poslední den školy si Líza uvědomí, jak je neoblíbená, když jí nikdo nepodepíše ročenku. Její zklamání ještě vzroste, když vidí, že studenti stojí frontu, aby získali Bartův podpis. 
Ned Flanders nabídne Simpsonovým, aby na léto využili jeho dům na pláži. Marge navrhne, aby Bart přivedl Milhouse a aby si také Líza pozvala kamaráda. Ta má pocit, že nemá žádné přátele, a tak se rozhodne změnit svůj vzhled, aby získala popularitu. Opustí své „šprtství“, protože se obává, že by ji lidé kvůli němu měli méně rádi. V domě na pláži Líza řekne Marge, že si zapomněla zabalit své věci, a tak si koupí nové oblečení v domnění, že díky němu bude před ostatními dětmi vypadat „módně“. 
Líze se podaří najít si přátele tím, že se chová odtažitě a skrývá svou inteligenci. Bart začne žárlit, protože Líza se stává oblíbenější, než je on, jelikož používá některé jeho vlastní vlastnosti a taktiky. Bart se pomstí tím, že ukáže Lízinu ročenku jejím novým kamarádům a odhalí ji jako chytrého, nadprůměrně úspěšného člověka. Líza v slzách uteče. 
Druhý den začne Bart Lízu u snídaně popichovat a ona se na něj zlobí, že jí zničil nově nabytá přátelství. Později Marge, Bart, Líza a Milhouse navštíví karneval, kde Bart Lízu ještě více hecuje. 
Po karnevalu se Líza vrátí do domu na pláži a najde své přátele, jak na její počest zdobí auto Simpsonových mušlemi. Vysvětlí jí, že nemusí předstírat, že je skvělá, protože ji mají rádi takovou, jaká je. Aby si Lízu udobřil, nechá Bart její nové přátele a Milhouse podepsat její ročenku, kterou jí předá, když se rodina vrací do Springfieldu. Líza šťastně svírá ročenku a sleduje západ slunce. 

## Produkce
Díl napsal Dan Greaney a režíroval jej Mark Kirkland. Byla to Greaneyho druhá epizoda Simpsonových. Štáb seriálu chtěl natočit letní epizodu, protože o letních prázdninách bylo „tolik věcí“, které podle nich musely být v dílu popsány. Davidu Silvermanovi, jednomu z animátorů seriálu, se díl obzvlášť líbil, protože podle něj vystihoval pocit, že je člověk na letních prázdninách.
Oblast, ve které se nachází plážový dům rodiny Flandersových, vychází z mysu Cape Cod. Mnoho autorů Simpsonových strávilo nějaký čas na tomto mysu, a tak se rozhodli, že nové lokace vymodelují podle něj. Animátoři si prohlíželi fotografie Cape Cod, aby získali inspiraci pro tuto epizodu, a jeden z tvůrců pozadí seriálu, Lance Wilder, v této oblasti vyrůstal. Dům na pláži je založen na domě rodičů tehdejšího tvůrce seriálu Joshe Weinsteina v New Hampshire, jejž autoři mnohokrát navštívili. Když tam byli, hráli několik deskových her, což je přivedlo na nápad nechat rodinu Simpsonových hrát v epizodě deskovou hru Mystery Date. Silverman uvedl, že díl byl náročný na animaci a režii, protože obsahoval množství nových a detailních pozadí a zcela odlišných lokací.
V epizodě hostovala americká herečka Christina Ricciová v roli Erin, jedné z Líziných nových kamarádek. Ricciová se nemohla dostavit do nahrávacího studia, a tak všechny své repliky nahrála přes ISDN linku. Weinstein, který byl fanouškem Ricciové, uvedl, že v epizodě předvedla pěkný výkon.

## Kulturní odkazy
Anglický název dílu je parodií na film Léto roku 1942 z roku 1971. Líza má sen, ve kterém se objevují následující fiktivní postavy: Pipi Dlouhá punčocha, postava Eustace Tilleyho z časopisu The New Yorker a Alenka z Alenky v říši divů; postavy se ji snažili přilákat zpět k literatuře. Milhouse přirovnává Lízin nový vzhled k postavě Blossom z amerického televizního seriálu Blossom. TeeJay's ZayMart je parodií na zaniklý maloobchodní řetězec Zayre a mateřskou společnost T. J. Maxx. Homer replikuje scénu z filmu Americké graffiti z roku 1973, když v obchodě nonšalantně nakupuje stereotypně trapné výrobky, aby si mohl pořídit nelegální pyrotechniku. Desková hra Mystery Date, kterou je rodina nucena hrát, je skutečná desková hra společnosti Milton Bradley z 60. let. Weinstein vzpomínal, že ji hrál jako dítě, a tvrdil, že to byla „velmi neuspokojivá hra, kterou jsem hrál jako malý kluk“. Během titulků hraje píseň The Beach Boys „All Summer Long“.

## Přijetí
V původním vysílání skončil díl dle Nielsenu ve sledovanosti v týdnu od 13. do 19. května 1996 na 42. místě (společně s Melrose Place a Ženatým se závazky) s ratingem 8,8. Epizoda byla v tomto týdnu druhým nejlépe hodnoceným pořadem na stanici Fox (společně s Melrose Place a Ženatým se závazky), hned po Aktech X.
Po odvysílání díl získal pozitivní hodnocení televizních kritiků. 
Autoři knihy I Can't Believe It's a Bigger and Better Updated Unofficial Simpsons Guide, Warren Martyn a Adrian Wood, napsali: „Tato epizoda zasáhne každého, kdo se někdy snažil zapadnout do davu. (…) Líza může ukázat mnoho tváří své postavy a je zde vynikající pasáž, v níž se Homer snaží zlikvidovat ohňostroj.“.
Dave Foster z DVD Times díl pochválil a řekl: „Je to skvělá epizoda. Tento díl je jednoduše mou nejoblíbenější epizodou s Lízou bez ohledu na roční období. Od klidné přes chladnou až po zuřivě agresivní Lízu jsme málokdy viděli tak lákavou jako zde a mnoho prvků dílu včetně vedlejších příběhů ostatních členů rodiny vrcholí v jeden z nejlepších, které tato řada nabízí.“.
Colinu Jacobsonovi z DVD Movie Guide  uvedl, že se mu líbí, jakdíl  řeší Bartovu nelibost nad Lízinou popularitou. „Uznávám, že to (Barta) dělá trochu moc zlým, ale je to zábavné. (…) Nejlepší moment má opět Marge, protože rád sleduji její nenásilný přístup k autíčků,. dodal..
Jennifer Malkowski z DVD Verdictu považuje za nejlepší části epizody scény, ve kterých vystupuje Milhouse, zejména jeho ročenkový vzkaz Líze a scénu s deskovou hrou Mystery Date. V závěru své recenze udělila dílu známku A.
Dabérka Yeardley Smithová uvedla díl jako jednu ze svých nejoblíbenějších epizod Simpsonových všech dob. Když se Simpsonovi začali v roce 2019 streamovat na Disney+, bývalý scenárista a výkonný producent Simpsonových Bill Oakley označil epizodu za jeden z nejlepších klasických simpsonovských dílů, které lze na této službě sledovat. Mark Stock, píšící pro web The Manual, vybral díl jako jednu z 10 nejlepších epizod seriálu.